# 혼자 우는 사랑
《혼자 우는 사랑》은 2003년 6월 27일에 MBC에서 방영한 베스트극장이다.

## 등장 인물

### 주요 인물
- 임지은 : 미령 역
- 유태웅 : 남편 역
- 김세아 : 효란 역

### 그 외 인물
- 권은아
- 이정훈
- 하주희
- 경규태
- 이지은 (아역)

### 특별출연
- 이근희 : 아파트 경비원 역